# دخل مكتسب

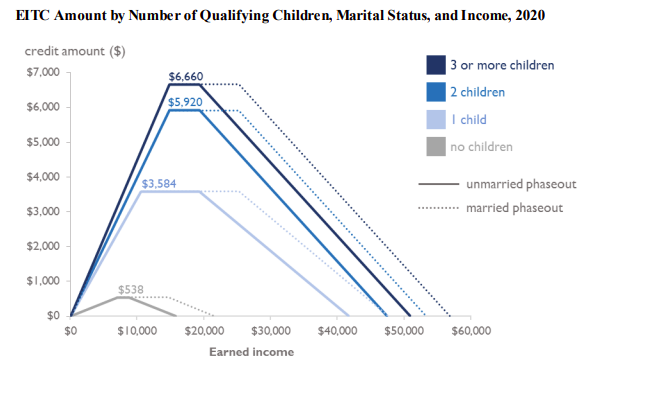

الدخل المكتسب هو الدخل الناجم عن المجهودات التي يبذلها الفرد كالأجور، والرواتب وغيرها، من أنواع الدخل الناتجة من العمل.
ويفترق الدخل المكتسب عن الدخل غير المكتسب إن هذا الأخير يتمثل بما يملكه الفرد من أموال في حين إن الدخل المكتسب يتمثل بالخدمة أو المنفعة الناتجة عن العمل. وأهمية التفرقة بين هذين النوعين من الدخل ترجع إلى أن التشريعات المالية في الدول التي تأخذ بنظام الضريبة على الدخل تخفض الضريبة على الأجور والرواتب وغيرها من أنواع الدخل الناجمة عن العمل للتخفيف من كاهل المكلفين.